# Erebia muchomancha
Erebia muchomancha är en fjärilsart som beskrevs av Ribbe 1910. Erebia muchomancha ingår i släktet Erebia och familjen praktfjärilar. Inga underarter finns listade i Catalogue of Life.